# 森井新造
森井 新造（もりい しんぞう、1900年（明治33年）4月5日 - 没年不詳）は、日本の政治家。大阪府松原市長（1期）。

## 経歴
大阪府出身。大阪府議会議員を経て、1959年（昭和34年）松原市長に当選。在任中にゴミ焼却場の完成、中央公民館の開館、保育所の開所、浄水場の完成、松原病院の開院などがあった。市内の各施設の建設に力を入れる一方、健全財政の確立を目指した。また、在任中の1961年（昭和36年）には第二室戸台風による被害が発生し、市内に大きな爪痕を残し、その復旧に力を注いだ。
市長は1963年（昭和38年）までの1期務めた。